# Công chức Việt Nam
Công chức tại Việt Nam, theo quy định của Luật Cán bộ, công chức được Quốc hội nước Cộng hòa xã hội chủ nghĩa Việt Nam thông qua năm 2008 và sửa đổi, bổ sung năm 2019: Là công dân Việt Nam, được tuyển dụng, bổ nhiệm vào ngạch, chức vụ, chức danh tương ứng với vị trí việc làm trong cơ quan của Đảng Cộng sản Việt Nam, Nhà nước, tổ chức chính trị - xã hội ở trung ương, cấp tỉnh, cấp huyện; trong cơ quan, đơn vị thuộc Quân đội nhân dân mà không phải là sĩ quan, quân nhân chuyên nghiệp, công nhân quốc phòng; trong cơ quan, đơn vị thuộc Công an nhân dân mà không phải là sĩ quan, hạ sĩ quan phục vụ theo chế độ chuyên nghiệp, công nhân công an, trong biên chế và hưởng lương từ ngân sách nhà nước.

## Ở đơn vị sự nghiệp công lập
Đơn vị sự nghiệp công lập là tổ chức được các cơ quan của Đảng CSVN, Nhà nước, tổ chức chính trị - xã hội thành lập và quản lý theo các quy định của pháp luật; có tư cách pháp nhân, tài khoản, con dấu riêng; hoạt động trong các lĩnh vực văn hóa, giáo dục, y tế, khoa học... và các lĩnh vực sự nghiệp khác được pháp luật quy định.
Công chức ở đơn vị sự nghiệp công lập bao gồm:
- Người đứng đầu, cấp phó của người đứng đầu; cấp trưởng, cấp phó của đơn vị sự nghiệp công lập thuộc Bộ Chính trị, Ban Bí thư, Ủy ban thường vụ Quốc hội, Chính phủ.
- Người đứng đầu, cấp phó của người đứng đầu các đơn vị sự nghiệp công lập được ngân sách nhà nước cấp hoạt động thuộc Viện Kiểm sát Nhân dân tối cao, Tòa án Nhân dân tối cao, Văn phòng Chính phủ, Văn phòng Chủ tịch nước, Bộ và các Cơ quan ngang bộ, cơ quan thuộc Chính phủ và Thủ tướng Chính phủ.
- Người đứng đầu đơn vị sự nghiệp công lập thuộc: Cục, Tổng cục và tương đương thuộc các Bộ và cơ quan ngang bộ; tỉnh ủy, thành ủy, Ủy ban nhân dân cấp tỉnh; huyện ủy, Ủy ban nhân dân cấp huyện; tổ chức chính trị - xã hôi; cơ quan chuyên môn thuộc Ủy ban nhân dân cấp tỉnh và cấp huyện.
- Người giữ các vị trí việc gắn với nhiệm vụ quản lý nhà nước trong các đơn vị sự nghiệp công lập được giao thực hiện các nhiệm vụ quản lý nhà nước.

## Trong cơ quan hành chính nhà nước

### Ở cấp tỉnh
Ở cấp tỉnh (gồm tỉnh và thành phố trực thuộc trung ương), công chức bao gồm:
- Chánh văn phòng, Phó chánh văn phòng; người đứng đầu, cấp phó của người đứng đầu và những người làm việc trong cơ cấu tổ chức của Đoàn Đại biểu Quốc hội, Hội đồng nhân dân và Văn phòng Ủy ban nhân dân.
- Người đứng đầu, cấp phó của người đứng đầu và những người thuộc cơ cấu tổ chức của các cơ quan thuộc Ủy ban nhân dân cấp tỉnh; cấp trưởng, cấp phó và những người làm việc trong các cơ quan mà không phải là đơn vị sự nghiệp công lập thuộc các cơ quan chuyên môn của Ủy ban nhân dân cấp tỉnh.
- Trưởng ban, phó trưởng ban, người giữ chức vụ cấp trưởng, cấp phó trong và những người làm việc trong cơ cấu tổ chức của Ban quản lý các khu chế xuất, khu kinh tế, khu công nghiệp... thuộc Ủy ban nhân dân cấp tỉnh.

### Ở cấp huyện
Ở cấp huyện (bao gồm các huyện, quận, thị xã), công chức bao gồm:
- Chánh văn phòng, Phó chánh văn phòng và những người làm việc trong Văn phòng Hội đồng nhân dân và Ủy ban nhân dân.
- Chủ tịch, Phó chủ tịch Ủy ban nhân dân cấp huyện; Chánh văn phòng, Phó chánh văn phòng và những người làm việc trong Văn phòng Ủy ban nhân dân cấp huyện nơi thí điểm không tổ chức Hội đồng nhân dân.
- Cấp trưởng, cấp phó và người làm việc trong các cơ quan chuyên môn thuộc Ủy ban nhân dân cấp huyện.

## Phân loại
Căn cứ vào vị trí công tác, công chức được chia thành công chức giữ chức vụ quản lý và công chức không giữ chức vụ quản lý. 
Căn cứ vào ngạch được bổ nhiệm, công chức bao gồm 04 loại như sau: 
- Loại A: Chuyên viên cao cấp hoặc tương đương
- Loại B: Chuyên viên chính hoặc tương đương
- Loại C: Chuyên viên hoặc tương đương
- Loại D: Cán sự hoặc tương đương và ngạch nhân viên

## Quản lý công chức
Việc quản lý công chức cần đảm bảo các nguyên tắc sau:
1. Đảm bảo sự lãnh đạo của Đảng và Pháp luật của Nhà nước.
2. Kết hợp chặt chẽ giữa tiêu chuẩn chức danh với chỉ tiêu biên chế.
3. Thực hiện tập trung, dân chủ; trách nhiệm cá nhân; phân công, phân cấp rõ ràng.
4. Việc đánh giá, phân loại công chức dựa trên phẩm chất chính trị, đạo đức lối sống, kết quả thực hiện công việc (năng lực thực thi công vụ).
5. Bình đẳng giới.

## Nghĩa vụ
Công chức có nghĩa vụ thực hiện đúng, đầy đủ và chịu trách nhiệm về kết quả thực hiện nhiệm vụ, chức trách được giao theo quy định. Có ý thức tổ chức, kỷ luật, chấp hành đầy đủ nội quy, quy chế của cơ quan; kịp thời phát hiện báo cáo những hành vi sai phạm; bảo vệ bí mật nhà nước. Sử dụng tài sản, nguồn vốn của nhà nước đúng mục đích và hiệu quả. Giữ gìn đoàn kết nội bộ, phối hợp trong thi hành công vụ, tuân thủ theo mệnh lệnh và thực hiện các nội dung khác theo quy định của pháp luật.

## Đạo đức và văn hóa giao tiếp

### Đạo đức
Công chức nhà nước phải cần, kiệm, liêm, chính, chí công vô tư trong thực thi công vụ; đồng thời không được làm những việc sau:
- Trốn tránh, thoái thác nhiệm vụ được giao; gây bè phái, mất đoàn kết nội bộ; tổ chức đình công hoặc tham gia đình công.
- Sử dụng tài sản của nhà nước không đúng quy định, gây lãng phí.
- Lợi dụng chức vụ, thông tin của nhà nước để vụ lợi.
- Phân biệt, đối xử: nam, nữ; dân tộc, tôn giáo...
- Không được sản xuất kinh doanh trong lĩnh vực pháp luật cấm.

### Văn hóa giao tiếp công sở
Công chức luôn có thái độ lịch sự, tôn trọng đồng nghiệp; ngôn ngữ giao tiếp chuẩn mực, rõ ràng và mạch lạc. Thực hiện đoàn kết nội bộ, lắng nghe ý kiến của đồng nghiệp; giữ gìn uy tín và danh dự của đồng nghiệp, cơ quan, đơn vị. Khi thực thi nhiệm vụ cần phải đẻo thẻ công chức. Công bằng, vô tư, khách quan khi đánh giá, nhận xét đồng nghiệp.

### Văn hóa tiếp dân
Công chức luôn gần gũi, thân mật với nhân dân. Có tác phong, thái độ, cử chỉ lịch sự, nghiêm túc, khiêm tốn; ngôn ngữ chuẩn mực, rõ ràng, mạch lạc. Không hách dịch, cửa quyền, gây phiền hà, sách nhiễu cho nhân dân.

## Đánh giá công chức

### Mục đích
Làm rõ phẩm chất chính trị, đạo đức lối sống; năng lực thi hành công vụ, thái độ phục vụ nhân dân và hiệu quả công việc của công chức. Trên cơ sở đó để phân loại, làm cơ sở đào tạo, bồi dưỡng; quy hoạch, bổ nhiệm, luân chuyển, trưng dụng... công chức.

### Nội dung đánh giá
Để đánh giá, phân loại công chức, căn cứ vào các nội dung như sau:
- Phẩm chất chính trị, đạo đức lối sống;
- Năng lực thực thi công vụ; việc thực hiện chức trách, nhiệm vụ được giao, kết quả công việc; thái độ phục vụ nhân dân.
- Việc chấp hành nội quy, quy chế của cơ quan, đơn vị;
- Việc phối hợp trong thực thi nhiệm vụ.

Đối với công chức giữ các chức vụ quản lý, ngoài các nội dung trên còn đánh giá thêm các nội dung: hiệu quả, kết quả hoạt động của đơn vị; khả năng đoàn kết, quy tụ cán bộ, công chức.

### Phân loại đánh giá
- Công chức hoàn thành xuất sắc nhiệm vụ.
- Công chức hoàn thành tốt nhiệm vụ.
- Công chức hoàn thành nhiệm vụ nhưng còn hạn chế về năng lực.
- Công chức không hoàn thành nhiệm vụ.

## Xử lý kỷ luật

### Xử lý công chức bị kỷ luật
Công chức bị kỷ luật khiển trách hoặc cảnh cáo, thời gian xét nâng lương kéo dài là 6 tháng; bị cách chức, giáng chức, thời gian nâng lương là 12 tháng. Công chức bị kỷ luật từ khiển trách trở lên, trong thời gian thi hành kỷ luật không được nâng ngạch, bổ nhiệm, điều động, quy hoạch. Những trường hợp đang bị xem xét kỷ luật, đang bị điều tra truy tố... không được giải quyết chế độ nghỉ hưu, ứng cử, bổ nhiệm, biệt phái...
Những trường hợp bị xử lý kỷ luật cách chức do tham nhũng thì không được bổ nhiệm vào vị trí lãnh đạo quản lý. 

### Thời hiệu xử lý kỷ luật
Thời hiệu xử lý kỷ luật công chức là thời hạn mà hết thời hạn đó công chức không bị xem xét kỷ luật. 
Thời hiệu xử lý kỷ luật là 24 tháng kể từ thời điểm phát hiện những hành vi vi phạm pháp luật của công chức cho đến thời điểm người đứng đầu cơ quan, tổ chức, đơn vị có thẩm quyền ra thông báo bằng văn bản về việc xem xét xử lý kỷ luật.

### Thời hạn xử lý kỷ luật
Thời hạn xử lý kỷ luật là khoảng thời gian kể từ khi phát hiện những hành vi vi phạm pháp đến khi cơ quan có thẩm quyền ra thông báo xử lý bằng văn bản.